# Раул Беланова
Раул Беланова (на италиански: Raoul Bellanova) е италиански футболист, защитник, който играе за Аталанта.

## Кариера

### Бордо
Юноша е на Милан, но не се споразумява за първи договор и през юли 2019 г. Беланова е официално представен като играч на френският Бордо. На 10 август 2019 г. прави своя дебют, започвайки титуляр в първия мач от сезон 2019/20 в Лига 1 срещу Анже. След като прави няколко грешки при позиционирането, които водят до три гола от десния му фланг, Беланова е сменен в 63-та минута от треньора на отбора Пауло Соуса.

### Аталанта
На 30 януари 2020 г. Беланова преминава в Аталанта под наем за година и половина с опция за закупуване. Той прави своя дебют в Серия А на 14 юли при победа с 6:2 срещу Бреша.

### Пескара
На 24 септември 2020 г. Аталанта го дава под наем на клуба от Серия Б Пескара Калчо.

### Каляри
На 31 август 2021 г. е преотстъпен на Каляри с опция за закупуване. На 31 май 2022 г. Каляри се възползва от опцията си да подпише играча за постоянно.

### Интер
На 6 юли 2022 г. Интер Милано обявява привличането на Беланова под наем от Каляри за сезон 2022/23.

### Торино
На 1 юли 2023 г. Беланова е подписан от Торино за €8 милиона от Каляри. Той подписва четиригодишен договор и дебютира на 14 август като титуляр в мач за Купата на Италия срещу Фералписало, спечелен с 2:1. Следващия понеделник прави своя дебют в шампионата с Торино при равенството 0:0 срещу Каляри. На 16 февруари 2024 г. вкарва първия си гол за Торино, откривайки резултата при победата с 2:0 срещу Лече. Беланова също започва следващия сезон с Торино, като изиграва един мач за Купата на Италия и равенство 2:2 срещу Милан, преди да бъде продаден.

### Аталанта
На 22 август 2024 г. Беланова е продаден на Аталанта срещу трансферна сума от приблизително €25 млн., включително бонусите.